# Rune Factory 4
Rune Factory 4 (ルーンファクトリー4) est un jeu vidéo de rôle et de simulation développé par Neverland et édité par Marvelous AQL, sorti en 2012 sur Nintendo 3DS. Une version Nintendo Switch est prévue pour 2019.

## Système de jeu
Rune Factory 4 est un mélange entre un jeu de simulation de vie et un Action-RPG, avec des fonctionnalités récurrentes de la série, comme l'agriculture, l'exploration de donjons et le mariage. Les jeux de la série sont souvent définis comme les « Harvest Moon de la fantasy »
L'artisanat est au cœur de la série, avec lequel il est possible de fabriquer n'importe quel équipement utilisable par le personnage principal. Les matériaux peuvent être utilisés pour ajouter des statistiques supplémentaires, permettant une personnalisation de l'équipement très poussée, ce qui diffère des jeux de rôle traditionnels.
Rune Factory 4 ajoute le système d'« Orders », permettant au joueur de développer sa ville en organisant des évènements, en construisant des bâtiments comme des granges, ou en améliorant ces bâtiments.

## Accueil
- Famitsu : 34/40[1]
- Jeuxvideo.com : 16/20[2]